# Cutias
Cutias este un oraș în unitatea federativă Amapá (AP) din Brazilia.